# Christina Dodwell
Christina Dodwell FRGS (1 de febrero de 1951) es una exploradora, escritora de viajes y conferenciante británica. Es Presidenta del Dodwell Trust y ha sido premiada con la Mungo Park Medall en 1989. Ha viajado por la subregión del África Occidental y la Rodesia anterior, Papúa Nueva Guinea, Turquía, China, Afganistán, Madagascar, Siberia, y Kurdistán, en caballo, canoa, elefante, camello y ultraligero. Ha publicado numerosos libros y artículos sobre la mayoría de sus viajes.

## Trayectoria
Dodwell nació en 1951 en Nigeria. Sus padres, de origen británico, fueron Christopher Bradford Dodwell, distinguido piloto condecorado con la Cruz de Vuelo Distinguido y Evelyn Dodwell. Sus padres se casaron en Inglaterra el 11 de mayo de 1946, su padre se convirtió en Oficial de Distrito en Oyo, Nigeria, donde también fue un escritor sobre temas nigerianos. Por el lado materno, tanto su madre como su abuela crecieron en China, por lo que en 1966 Dodwell dijo "no sé a dónde pertenezco. Mi familia pensó que era completamente normal que yo tuviese una amplia visión del mundo".
Con seis años, su familia regresó para vivir de nuevo en Londres, Inglaterra. Dodwell fue educada en Southover Manor Escuela, Lewes, y en Beechlawn Universidad, Oxford.
Su primer trabajo fue como diseñadora de interiores. En 1975, fue de vacaciones a África con su novia y acompañada de dos hombres más. Los hombres robaron el jeep en el que viajaban, dejando a las mujeres sin forma de trasladarse hasta que éstas lograron encontrar dos caballos salvajes con los que poder continuar el viaje. Su amiga regresó a casa, pero Dodwell se quedó en África durante tres años más, viajando tanto en caballo, como en elefante y camello. En ese período de tiempo, gastó siete semanas descendiendo el Río Congo en canoa. Después de viajar veinte mil millas en el continente africano entre 1975 y 1978, Dodwell regresó a Inglaterra y escribió un libro sobre sus experiencias africanas titulado Viajes con Fortuna. Sin embargo, encontró su vida en Inglaterra aburrida, por lo que continuó con nuevas exploraciones. Su segunda expedición importante fue a Papúa Nueva Guinea, en la que viajó de nuevo en caballo y canoa, de 1980 a 1981. Otros viajes posteriores han incluido Turquía, China, Madagascar y Siberia, y un vuelo de siete mil millas en ultraligero atravesando África Occidental. Fue arrestada en Gonbad y Kurdistán.
En Kraimbit, Nueva Guinea, Dodwell fue iniciada en el rito de la virilidad por la tribu de las personas cocodrilo, sitas en las tierras bajas de Nueva Guinea. Este rito consistió en marcar su hombro con un patrón que imitaba las escamas de la frentede un cocodrilo. En Kenia, Dodwell quedó paralizada durante diez días por el mordisco de una araña.
Sus viajes por China y Tíbet la llevaron a Kashgar, Karakol en Lago Issyk Kul, Xinjiang, al monasterio de Taer'si, Chengdu y Shilin. Es posible que haya sido la primera occidental en ver Pueda haber sido el primer Westerner para ver la regata del dragón en el Lago Er Hai.
Hay muy pocas cosas que Dodwell rechace comer. Más allá del tronco de elefante, la cola de cocodrilo o la joroba de un rinoceronte, "cuando uno ha comido gusanos tres o cuatro veces deja de ser delicado, y si alguien te brinda un bol lleno de ellos y ha gastado un día entero recolectándolos, es de groseros decir 'argh'. Parezco capaz de comer cualquier cosa sin caer enferma, aunque tuve un mal día después de comer un trozo de carne de camello que estaba podrida."
Dennis Hackett, al escribir una crítica televisiva en The Times en octubre de 1984, dijo – 

Llamar a Christina Dodwell intrépida seguramente sería quedarse corto: ser intrépida sólo es la señal de un impulso interno que la hace caminar entre "salvajes" en las partes más remotas de la tierra con el aplomo de una mujer que acaba de plantar su calabaza gigante en el jardín local mostrando que no puede ser vencida. A pesar de que había mucho por ver en la serie de BBC 2 River Journeys, ella fue indudablemente la estrella, con su voz suave, su andar rítmico, bajo un sombrero que bien podría haberle legado John Wayne, alta, segura y conquistadora.

En total, para 1997 había visitado cerca de ochenta países. Junto con Delia Akeley, Mary Kingsley, Florence Panadero, y Alexandrine Tinné, Dodwell fue una de las cinco viajeras protagonistas del libro de Margo McLoone, Mujeres exploradoras en África (1997).
Desde 1990 ha trabajado como Diplomática en el Consulado de Londres de la República de Madagascar, fundando en 1995 la organización caritativo Dodwell Trust, para ayudar a las personas de Madagascar, principalmente en las áreas de educación, salud familiar, y desarrollo sostenible.
Los nueve libros que Dodwell ha escrito han sido traducidos a otros cinco idiomas. Ha realizado también tres películas para televisión y más de cuarenta documentales radiofónicos para BBC Radio 4, ha sido conferenciante en la Real Sociedad Geográfica de Londres, la Real Sociedad Geográfica Escocesa de Edimburgo, el Instituto Smithsoniano de Washington D. C., y el Club de Exploradores de la Ciudad de Nueva York. Sus tres películas televisivas para la BBC son River Journey – Waghi (1984, premio BAFTA), Las Perlas Negras de Polynesia (1991) y Pasos Africanos – Madagascar (1996).
Se casó con Stephen Hobbs en 1991 y aunque ahora vive una granja, sigue empleando mucho de su tiempo en África. En 1994, le propusieron poseer un piso en Londres y una granja pequeña en Oxfordshire, pero dijo que su casa ideal era una cabaña de madera sin electricidad en el Valle de los Géiseres, en Kamchatka, que pertenecía a un cazador de osos que conoció en 1992. Su trabajo reciente incluye un documental para Radio de BBC 4 sobre la cultura indígena en Etiopía.

## Publicaciones importantes
- Viajes con Fortuna – una Aventura africana (1979)
- Viajes en Papúa Nueva Guinea (1982)
- El manual de un Explorador: Una guía no convencional para viajeros a regiones remotas – Viaje, Supervivencia, y Cocina de Arbusto (1984)
- Viajes de río (con Russell Braddon, Germaine Greer, William Shawcross, Brian Thompson, y Michael Wood) (Londres: BBC Libros, 1984)
- Una Viajera en China (Londres: Hodder & Stoughton, 1985)
- Una Viajera en Caballos en Irán y Turquía Oriental (1987)
- Viajes con Pegasus: Un viaje en ultraligero a través del África Occidental (1989)
- Allende Siberia (Londres: Hodder & Stoughton, 1993)
- Viajes en Madagascar (1995)

## Otras publicaciones
- Prefacio a Richard Barnes, Ojo en la Colina – Viajes a Caballo en Gran Bretaña (1987)

## Honores
- Socio de la Royal Geographical Society, 1982.
- Academia Británica de las Artes Cinematográficas y de la Televisión: Premio de Artes Televisivas para película River Journey – Waghi, 1985.
- Mungo Park Medal por la Real Sociedad Geográfica Escocesa, 1989.